# Département de Varsovie

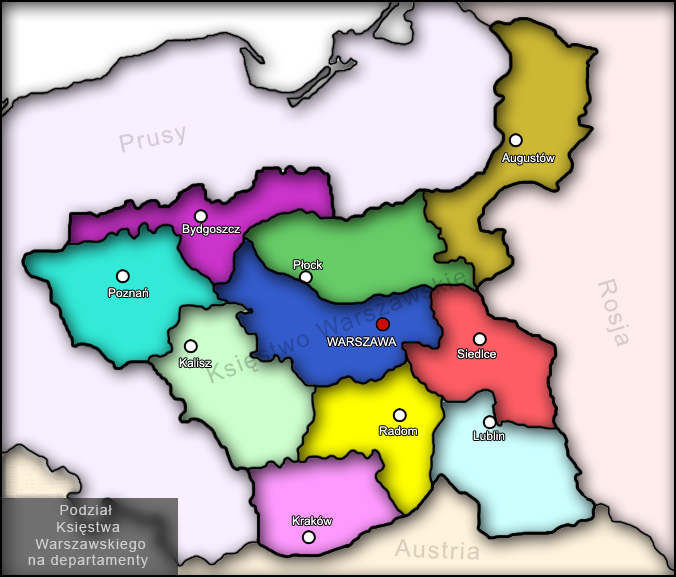
Carte du département du duché de Varsovie.

Le département de Varsovie, en polonais Departament Warszawski, était un département du duché de Varsovie de 1807 à 1815.
Son chef-lieu était Varsovie, et il était divisé en dix districts.
Napoléon avait nommé déjà en décembre 1806 Pierre-Anselme Garrau intendant, préfet de Varsovie.
À la suite de la création du royaume du Congrès, il fut transformé en 1815 en voïvodie de Mazovie.